# 城际动车组旅客列车

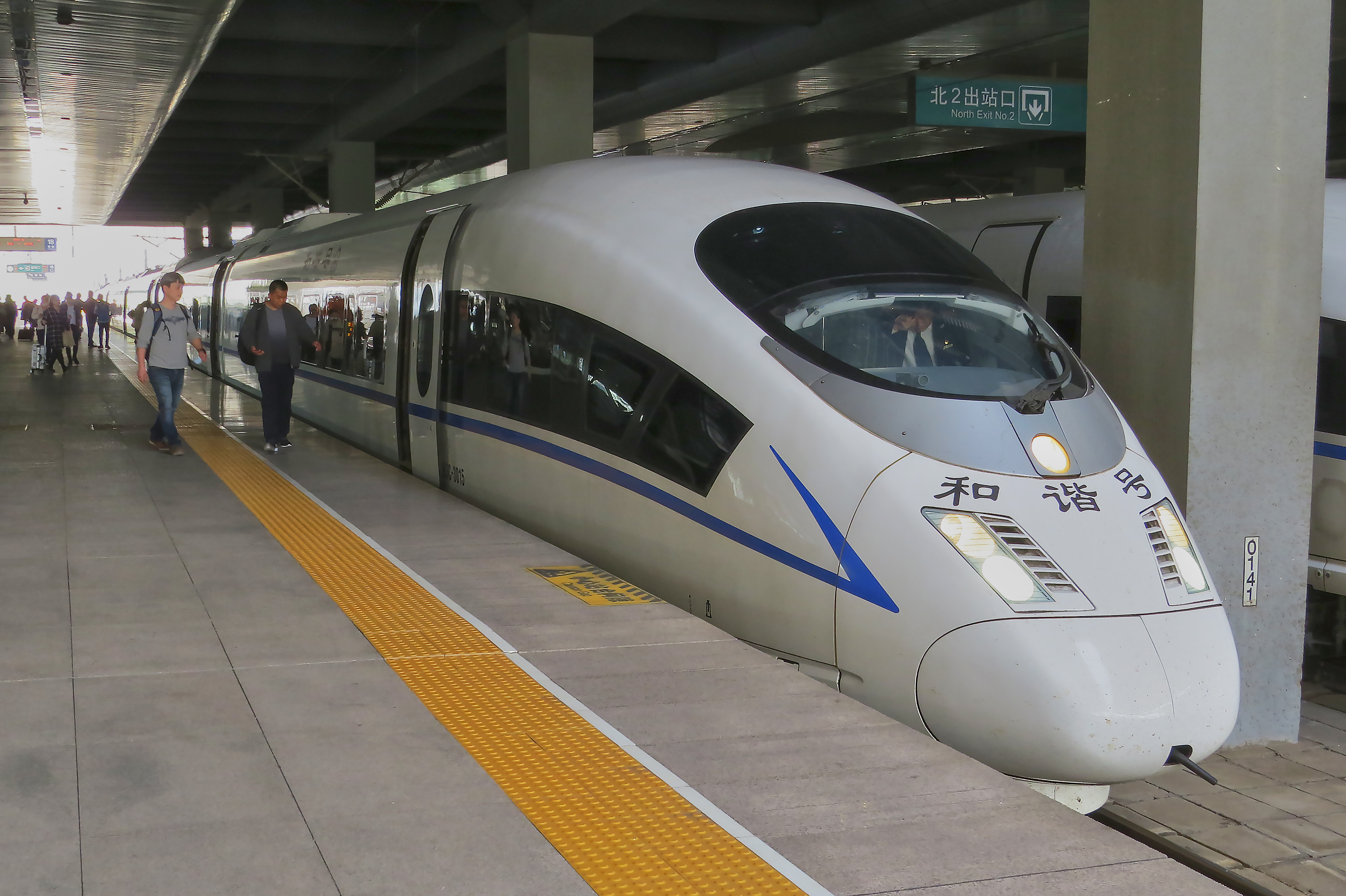
运行于京津城际铁路的C2222次列车

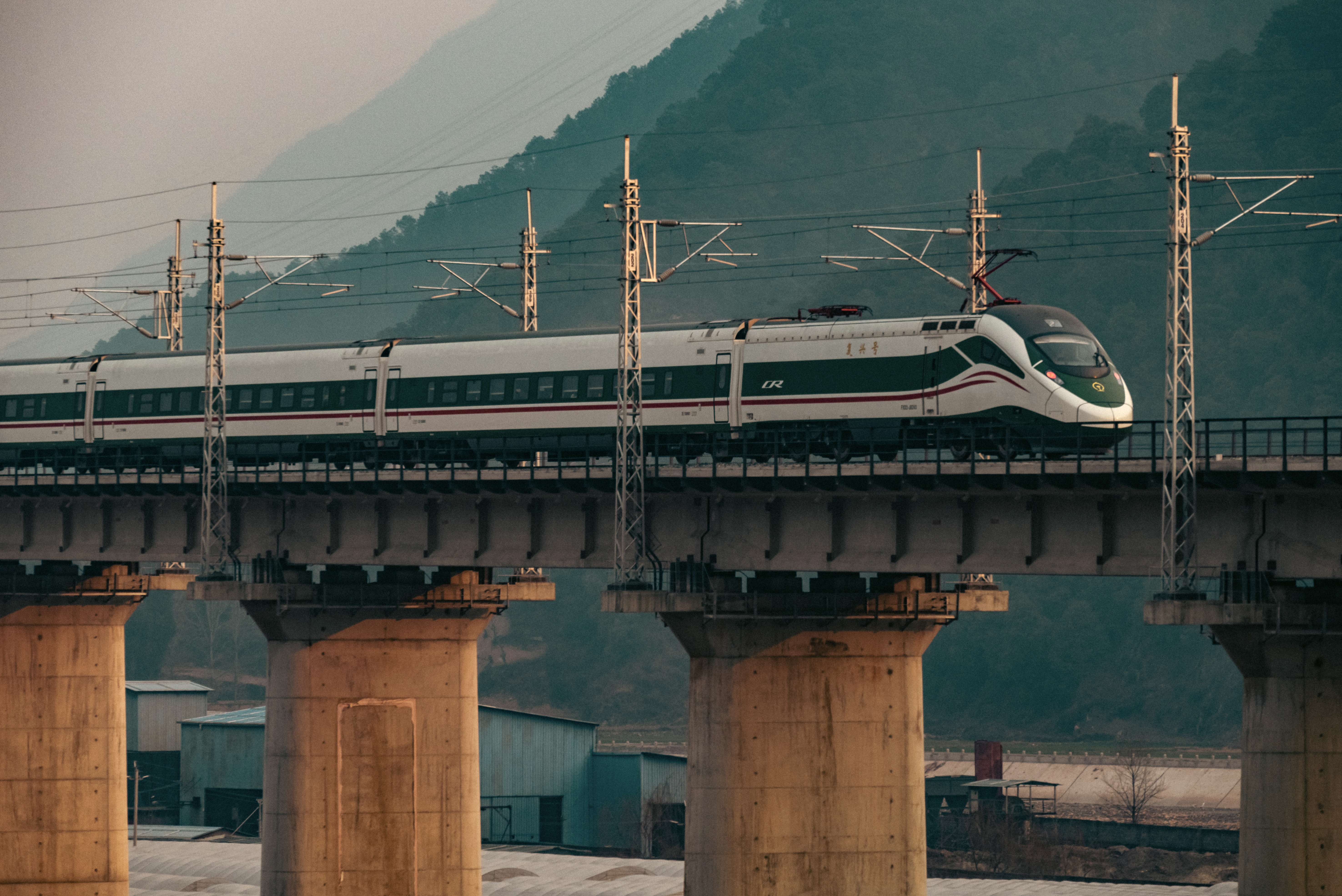
运行在峨广铁路上的城际动车组旅客列车

城际动车组旅客列车（英文代码为C，俗称C字头列车，民众惯称城际高铁）是中国铁路的一个列车类型，用于运行距离较短的城际铁路列车，也用于在路局管内大城市间的既有线铁路列车。
不同于高速动车组列车，城际动车组列车未对运营速度作出限制，既可用于开行时速160千米的列车（如金山铁路、成攀动车组列车），也可开行时速200-250千米的列车，亦或可开行时速350千米的京津城际列车。车次总范围为C1-C9998，均为管内列车。其中C11-C998为使用复兴号CR200J型动车组担当的车次（C11-C898为图定车次，C901-C998为临时客车预留车次），C1001-C9998为使用和谐号动车组、复兴号CR300、CR400系列动车组担当的车次（C1001-C8998为图定车次，C9001-9998为临时客车预留车次）。铁路系统标准读法为「城*次」。
城际动车组列车在城际铁路客运专线上采用平行运行图安排开行；在既有线及新建客货混跑铁路上，按照客一等级安排开行，与直达特快列车相同。

## 历史
2008年8月1日，京津城际铁路开通运营，并开行往返北京和天津的城际动车组列车，标志着中国铁路正式推出城际动车组列车这一列车类型。后相继开行于武黄城际、金山、广深等铁路线上。
2021年4月，深湛鐵路江湛段往來廣州南的動車組由D字頭改為C字頭。
2021年，国家铁路集团对使用复兴号CR200J型动车组开行的列车所用车次号段作出规定，自2021年10月11日起，将C11-C998号段划定为在各路局管内开行的动力集中动车组的专属号段，以与在客运专线上运营的动力分散式动车组车次作出区分。跨局开行的动力集中动车组则继续使用D字头号段。

## 城际动车组列车车次
| 车次                                                     | 归属           | 运行起止站                                          | 运行线路                                                        |
| -------------------------------------------------------- | -------------- | --------------------------------------------------- | --------------------------------------------------------------- |
| C19~C22、C27~C30                                         | 北京局集团     | 北京西（丰台）-石家庄                               | 京广铁路                                                        |
| C40~C72                                                  | 成都局集团     | 成都东（南）-西昌/攀枝花                            | 成昆铁路、峨广铁路                                              |
| C115~C116                                                | 北京局集团     | 北京-秦皇岛                                         | 京哈铁路                                                        |
| C117~C124                                                | 昆明局集团     | 昆明-香格里拉                                       | 昆楚大铁路、滇藏铁路                                            |
| C125~C128                                                | 北京局集团     | 北京（南）-白洋淀-保定                              | 京沪铁路、京九铁路、津保铁路、京广铁路                          |
| C131~C138                                                | 北京局集团     | 北京-唐山-曹妃甸东（曹妃甸港）                      | 京哈铁路、唐山客车线、唐曹铁路                                  |
| C139~C142                                                | 西安局集团     | 西安-安康                                           | 陇海铁路、西康铁路                                              |
| C149~C160                                                | 太原局集团     | 太原南-吕梁/柳林南                                  |                                                                 |
| C161~C162                                                | 西安局集团     | 宝鸡-潼关                                           | 陇海铁路                                                        |
| C163~C166、C182~C183                                     | 西安局集团     | 西安-宝鸡（潼关）                                   | 陇海铁路                                                        |
| C167、C169~C170、C172、C179~C180、                       | 西安局集团     | 西安（潼关）-韩城                                   | 陇海铁路、包西铁路、侯阎铁路                                    |
| C173~C175                                                | 西安局集团     | 西安-商洛北                                         | 陇海铁路、宁西铁路                                              |
| C177~C178                                                | 西安局集团     | 西安-商南                                           | 陇海铁路、宁西铁路                                              |
| C181、C184~C188                                          | 西安局集团     | 西安（宝鸡）-延安                                   | 陇海铁路、包西铁路                                              |
| C189~C192                                                | 西安局集团     | 西安-石泉县                                         | 陇海铁路、西康铁路、阳安铁路                                    |
| C195~C198                                                | 西安局集团     | 西安-榆林                                           | 陇海铁路、包西铁路                                              |
| C199~C202                                                | 西安局集团     | 西安-神木                                           | 陇海铁路、包西铁路、神大铁路                                    |
| C221~C224                                                | 西安局集团     | 西安-石泉县（阳平关）                               | 陇海铁路、西康铁路、阳安铁路                                    |
| C225~C228                                                | 北京局集团     | 北京西（丰台）~邯郸                                 | 京广铁路                                                        |
| C230~C232、C234~C236                                     | 西安局集团     | 铜川东-西安（安康）                                 | 咸铜铁路、侯阎铁路、包西铁路、陇海铁路、西康铁路                |
| C237~C240                                                | 西安局集团     | 西安-安康                                           | 陇海铁路、西康铁路                                              |
| C242~C244                                                | 西安局集团     | 韩城-安康（阳平关）                                 | 侯阎铁路、包西铁路、陇海铁路、西康铁路、阳安铁路                |
| C245~C248、C251~C260                                     | 北京局集团     | 唐山-曹妃甸东（曹妃甸港）                           | 唐曹铁路                                                        |
| C379~C380                                                | 西安局集团     | 西安-韩城                                           | 陇海铁路、包西铁路、侯阎铁路                                    |
| C402~C404                                                | 上海局集团     | 上海-诸暨                                           | 沪昆铁路                                                        |
| C405~C406                                                | 上海局集团     | 上海-衢州                                           | 沪昆铁路                                                        |
| C411~C414                                                | 上海局集团     | 上海-开化                                           | 沪昆铁路、衢九铁路                                              |
| C415、C418、C421~C424、C426~C427、C429~C440              | 上海局集团     | 南京-启东                                           | 宁启铁路                                                        |
| C461~C468                                                | 上海局集团     | 上海-启东                                           | 沪苏通铁路、宁启铁路                                            |
| C471~C478                                                | 上海局集团     | 台州-永康南                                         | 金台铁路                                                        |
| C481、C482、C484、C491、C494                             | 上海局集团     | 上海-庆元                                           | 沪昆铁路、衢宁铁路                                              |
| C492                                                     | 上海局集团     | 杭州-庆元                                           | 沪昆铁路、衢宁铁路                                              |
| C515~C516                                                | 沈阳局集团     | 沈阳-山海关                                         | 秦沈客运专线                                                    |
| C537~C542                                                | 沈阳局集团     | 大连北-丹东                                         | 丹大城际铁路                                                    |
| C601~C626                                                | 兰州局集团     | 兰州（西）-中川机场                                 | 中川铁路                                                        |
| C631~C632                                                | 上海局集团     | 宁波-义乌                                           | 甬金铁路                                                        |
| C633~C634                                                | 上海局集团     | 宁波-衢州                                           | 甬金铁路、沪昆铁路                                              |
| C681~C692                                                | 兰州局集团     | 兰州（西）-陇南/姚渡/岷县                           | 兰渝铁路                                                        |
| C701~C790                                                | 成都局集团     | 成都东-达州/巴中/广安南/阆中                        | 成都都市圈铁路 （宁蓉铁路、达成铁路、高南铁路、巴南高速铁路）   |
| C802~C866                                                | 乌鲁木齐局集团 | 乌鲁木齐-库尔勒/乌苏/奎屯/伊宁/克拉玛依/博乐        | 南疆铁路、北疆铁路、精伊霍铁路、奎北铁路、博州支线铁路          |
| C876~C880                                                | 南昌局集团     | 厦门-福州、南昌-泉州                                |                                                                 |
| C881~C888                                                | 青藏局集团     | 拉萨-山南/林芝/日喀则                               | 拉林铁路、拉日铁路                                              |
| C891~C894                                                | 青藏局集团     | 西宁-格尔木                                         | 青藏铁路                                                        |
| C1001~C1251 C1615~C1618                                  | 沈阳局集团     | 长春-吉林、蛟河西、敦化、延吉西、珲春               | 长珲城际铁路                                                    |
| C1301~C1328                                              | 沈阳局集团     | 长春-长白山（列车在敦化站切换上下行号码）           | 长珲城际铁路、沈佳高速铁路白敦段                                |
| C2001~C2616                                              | 北京局集团     | 北京南-天津-滨海 北京南-天津西                      | 京津城际铁路                                                    |
| C2701~C2724                                              | 北京局集团     | 北京西-雄安                                         | 京雄城际铁路                                                    |
| C2801~C2994                                              | 郑州局集团     | 郑州东-宋城路、新郑机场、焦作                       | 中原城市群城际铁路 （郑机城际铁路、郑开城际铁路、郑太客运专线） |
| C3001~C3012                                              | 上海局集团     | 上海-南京                                           | 沪苏湖高速铁路、商杭高速铁路                                    |
| C3013~C3016                                              | 上海局集团     | 上海-宜兴                                           | 沪苏湖高速铁路、商杭高速铁路                                    |
| C3017~C3020                                              | 上海局集团     | 上海-合肥                                           | 沪苏湖高速铁路、商杭高速铁路                                    |
| C3021~C3028                                              | 上海局集团     | 上海-合肥                                           | 沪苏湖高速铁路、商杭高速铁路、沪汉蓉铁路                        |
| C3029~C3036                                              | 上海局集团     | 上海-亳州                                           | 沪苏湖高速铁路、商杭高速铁路                                    |
| C3041~C3042                                              | 上海局集团     | 上海-湖州                                           | 沪苏湖高速铁路                                                  |
| C3050                                                    | 上海局集团     | 上海-黄山                                           | 沪苏湖高速铁路、商杭高速铁路、杭昌高速铁路                      |
| C3051                                                    | 上海局集团     | 上海-千岛湖                                         | 沪苏湖高速铁路、商杭高速铁路、杭昌高速铁路                      |
| C3053~C3054                                              | 上海局集团     | 上海-杭州                                           | 沪苏湖高速铁路、商杭高速铁路                                    |
| C3055~C3056                                              | 上海局集团     | 上海-温州                                           | 沪苏湖高速铁路、商杭高速铁路、杭温高速铁路                      |
| C3057~C3062、C3064、C3066~C3068                          | 上海局集团     | 上海-杭州                                           | 沪苏湖高速铁路、商杭高速铁路                                    |
| C3073~C3074                                              | 上海局集团     | 上海-义乌                                           | 沪苏湖高速铁路、商杭高速铁路、杭温高速铁路                      |
| C3077~C3078                                              | 上海局集团     | 上海-横店                                           | 沪苏湖高速铁路、商杭高速铁路、杭温高速铁路                      |
| C3080、C3083                                             | 上海局集团     | 上海-湖州                                           | 沪苏湖高速铁路                                                  |
| C3091~C3094                                              | 上海局集团     | 上海-宣城                                           | 沪苏湖高速铁路、商杭高速铁路                                    |
| C5001~C5010                                              | 武汉局集团     | 武昌、汉口-咸宁南                                   | 武咸城際鐵路                                                    |
| C5612~C5628                                              | 武汉局集团     | 武汉-黄冈东                                         | 武黃城際鐵路                                                    |
| C5971~C6018                                              | 成都局集团     | 成都东、重慶西-貴陽北                               | 成渝高速铁路、渝貴鐵路、成貴客運專線                            |
| C6012、C6014、C6017                                      | 成都局集团     | 貴陽北-貴陽北、重慶西-重慶西、成都東-成都東（環線） | 成渝高速铁路、渝貴鐵路、成貴客運專線                            |
| C6101~C6312                                              | 成都局集团     | 成都东-青城山、彭州、峨眉山、眉山东、江油           | 成都城市群城际铁路网 （成灌铁路、西成客运专线、成贵客运专线）   |
| C6361~C6368                                              | 成都局集团     | 贵阳北-开阳                                         | 贵开城际铁路                                                    |
| C6401~C6431                                              | 成都局集团     | 重庆北-万州北                                       | 郑渝高速铁路                                                    |
| C6501~C6594                                              | 济南局集团     | 青岛-烟台、荣成                                     | 青荣城际铁路                                                    |
| C6813~C6816                                              | 南昌局集团     | 广州东-汕头                                         | 广深铁路、赣深客运专线、杭深铁路、梅汕客运专线                  |
| C8855~C8856                                              | 南昌局集团     | 深圳北-梅州西                                       | 赣深客运专线、梅龙客运专线                                      |
| C6701~C6752                                              | 广州局集团     | 深圳機場-新塘南                                     | 穗深城際鐵路                                                    |
| C6801~C6819                                              | 广州局集团     | 廣州東、深圳北-潮汕、饒平、汕頭                     | 廣深鐵路、京港高速铁路、廈深鐵路、廣梅汕鐵路                    |
| C7001~C7094 C7101~C7130 C8001~C8016                      | 广州局集团     | 廣州東-深圳 廣州白雲-深圳                           | 京廣鐵路、廣深鐵路                                              |
| C7294~C7298                                              | 广州局集团     | 深圳北-深圳坪山                                     | 廈深鐵路                                                        |
| C7301~C7350 C7401~C7498                                  | 广州局集团     | 海口（东）-三亚 海口东-海口东、三亚-三亚            | 海南环岛高铁 （海南东环高速鐵路、海南西环高速铁路)              |
| C6901~C6980 C7201~C7214 C7721~C7740 C7601~C7712          | 广州局集团     | 廣州南-湛江西 廣州南-茂名 廣州南-阳江 廣州南-珠海   | 廣珠城際鐵路、深湛铁路                                          |
| C8205~C8214、 C8221~C8222                                | 兰州局集团     | 银川（惠农南）-中卫南                               | 包银高速铁路、银兰高速铁路                                      |
| C8241~C8246                                              | 兰州局集团     | 惠农南-银川                                         | 包银高速铁路                                                    |
| - C492X-C494X - C496X-C499X - C682X-C689X - C75XX、C79XX | 广东城际       | 肇慶-小金口                                         | 广肇城际铁路、广惠城际铁路                                      |